# Шорвуд-Тауер-Гіллс (Мічиган)
Шорвуд-Тауер-Гіллс (англ. Shorewood–Tower Hills–Harbert) — переписна місцевість (CDP) в США, в окрузі Беррієн штату Мічиган. Населення — 1249 осіб (2020).

## Географія
Шорвуд-Тауер-Гіллс розташований за координатами 41°52′52″ пн. ш. 86°37′5″ зх. д. / 41.88111° пн. ш. 86.61806° зх. д. (41.881244, -86.618114).  За даними Бюро перепису населення США в 2010 році переписна місцевість мала площу 11,81 км², з яких 11,72 км² — суходіл та 0,08 км² — водойми.

## Демографія
Згідно з переписом 2010 року, у переписній місцевості мешкали 1344 особи в 630 домогосподарствах у складі 391 родини. Густота населення становила 114 особи/км².  Було 1607 помешкань (136/км²).
Расовий склад населення:
| - 96,1 % — білих - 1,3 % — чорних або афроамериканців - 1,3 % — азіатів - 0,3 % — корінних американців |

До двох чи більше рас належало 0,6 %. Частка іспаномовних становила 1,9 % від усіх жителів.
За віковим діапазоном населення розподілялося таким чином: 15,1 % — особи молодші 18 років, 56,9 % — особи у віці 18—64 років, 28,0 % — особи у віці 65 років та старші. Медіана віку мешканця становила 53,5 року. На 100 осіб жіночої статі у переписній місцевості припадало 94,2 чоловіків;  на 100 жінок у віці від 18 років та старших — 94,7 чоловіків також старших 18 років.
Середній дохід на одне домашнє господарство  становив 79 943 долари США (медіана — 42 338), а середній дохід на одну сім'ю — 63 821 долар (медіана — 41 809). За межею бідності перебувало 5,7 % осіб, у тому числі 5,2 % дітей у віці до 18 років та 4,8 % осіб у віці 65 років та старших.
Цивільне працевлаштоване населення становило 379 осіб. Основні галузі зайнятості: виробництво — 21,4 %, роздрібна торгівля — 20,8 %, фінанси, страхування та нерухомість — 13,2 %, науковці, спеціалісти, менеджери — 11,9 %.